# Stefan Sauter

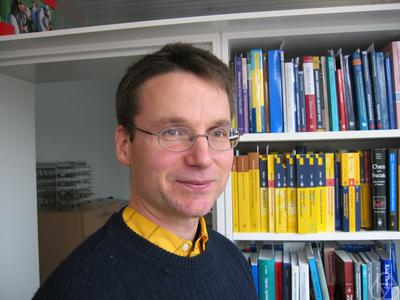
Stefan Sauter

Stefan Sauter (* 1964 in Heidelberg) ist ein deutscher Mathematiker, der sich mit numerischer Mathematik beschäftigt.
Sauter studierte 1985 bis 1990 Mathematik (und Physik als Nebenfach) an der Universität Heidelberg. Danach war er Assistent an der Universität Kiel, wo er 1993 bei Wolfgang Hackbusch promoviert wurde (Über die effiziente Verwendung des Galerkin-Verfahrens zur Lösung Fredholmscher Integralgleichungen). 1993/94 war er als Post-Doc an der University of Maryland, College Park, und danach wieder bis 1998 Assistent in Kiel tätig, wo er sich 1998 mit einer Arbeit zu Vergröberung von Finite-Elemente-Räumen habilitierte. 1998/99 war er Professor an der Universität Leipzig, seit 1999 ist er Professor für Angewandte Mathematik an der Universität Zürich.
Sauter befasste sich unter anderem mit schnellen numerischen Methoden zur Behandlung von Integralgleichungen, Finite-Elemente-Verfahren (Einführung von Composite Finite Elements gemeinsam mit Hackbusch) und der Numerik partieller Differentialgleichungen.
1996 erhielt er den Oberwolfach-Preis.

## Schriften
- mit Christoph Schwab: Randelementmethoden-Analyse, Numerik und Implementierung schneller Algorithmen, Teubner 2004